# 軟骨發育不全症
軟骨發育不全症（英語：achondroplasia）是一種顯性遺傳性疾病，患者位於第四對染色體上基因「纖維芽細胞生長因子第三號接受體」（FGFR3）出現缺陷，引致骨骼發育不良，身材比較矮小、鼻樑塌陷、脊椎彎曲、手指腳趾粗短、下肢較短且常呈Ｏ型腿等現象，大多數患者的智能完全正常。
其發生率為1/15000至1/40000。
遺傳方面，其絕大多數是因為基因突變所致、也有由單基因從一代傳給下一代、精子或卵子在形成時發生FGFR-3的基因突變或父母一方有軟骨發育不全。

## 外部連結
- Pauli RM. . Pagon RA, Bird TD, Dolan CR;  et al  (编). . Seattle WA: University of Washington, Seattle. 1998  [2014-12-23]. PMID 20301331. NBK1152. （原始内容存档于2021-05-04）.
- UK Support charity for individuals and families with Achondroplasia and other forms for restricted growth （页面存档备份，存于）
- USA support group for little people （页面存档备份，存于）
- USA based group supporting dwarfism through research （页面存档备份，存于）
- Infographic （页面存档备份，存于） on Achondroplasia, Bahtiar - Informasi
- Achondroplasia （页面存档备份，存于） （页面存档备份，存于）